# Bichon havanês
O Bichon Havanês ou Havanese é uma das variedades de cães da família canina Bichon os quais provavelmente se originaram na área mediterrânea em tempos pré-cristãos. Todos o Bichons são descendentes da mesma linha de sangue que produziu o Barbet, o Poodle, o Cão de água Português e outros. A família canina bichon consiste em várias raças distintas, inclusive o Havanese.

## História
Durante os dias do império espanhol, os capitães de mar transportaram Bichons para Cuba, os quais usaram como presentes para as mulheres da sociedade e com isto puderam manter lucrativas transações comerciais. Daí nasceu a lenda de uma raça original de Havana, capital de Cuba. Uma vez em Cuba, o bichon havanês (Habaneros em espanhol) passou a viver exclusivamente nas mansões da mais alta classe social. Os Havaneses não eram comercialmente vendidos mas às vezes eram oferecido como um precioso presente para um amigo ou alguém que tinha executado um valioso serviço.
O Havanese, através de "contrabando",  achou seu caminho para Europa onde ficou muito popular e foi reconhecido pelo "European Kennel Club". Era conhecido na Inglaterra como o "cubano" branco. 
Como aconteceu a muitas outras raças de cães, a popularidade do Bichon Havanês minguou em cima do curso de tempo. Durante algum tempo eles foram usados em apresentações em circos como cachorros de truque ao longo da Europa, mas logo ficaram quase extintos, inclusive em sua terra natal, Cuba. 
São conhecidas três famílias, que se acredita podem ter deixado Cuba com o Bichon Havanês durante o tumulto político dos anos cinqüenta. É reconhecido que naquele tempo não poderia ter havido muitos destes cachorros mantidos por qualquer um. Estas três famílias exiladas trabalharam sozinhas na Flórida e na Costa Rica durante uma década para preservar a raça. 
Na década de 70, Dorothy e Bert Goodale, residentes no Colorado, começaram a procurar uma raça pequena mas que tivesse o temperamento tranqüilo e a  inteligência que eles apreciavam nas raças maiores. Depois de alguns anos de investigação, referências enganosas tiveram sua atenção voltada para o Bichon Havanês, mas ninguém sabia onde a família os poderia obter. 
No meio dos anos setenta, eles encontraram um anúncio que resultou na compra de seis Bichons Havaneses com pedigree: uma mãe, quatro filhas e um macho jovem sem parentesco de sangue. Completamente encantados com a natureza inteligente e afetuosa da raça, eles empreenderam buscas procurando localizar mais dos exilados Bichons Havaneses. 
A Sra. Goodale colocou anúncios em latim em Miami oferecendo-se para comprar Bichon Havanês. Depois de vários meses ela recebeu uma resposta. Um homem da Flórida escreveu para dizer que um amigo seu tinha cinco Bichons  Havaneses e desejava vendê-los. O Sr. Eziekiel Barba tinha fugido de Cuba e tinha ido morar na Costa Rica. Devido a problemas com sua saúde ele decidiu ir para o Texas para viver com a filha e lá não poderia cuidar da ninhada de Bichon Havanês. 
Os Goodales compraram então os cinco cachorros de Eziekiel Barba. Este segundo grupo de Bichon Havanês tinha o mesmo olhar e temperamento gentis como os integrantes do primeiro grupo. A família Goodale começou então a desenvolver um programa de procriação para prevenir a extinção desta raça baseando-se no Padrão FCI da Raça, o qual datava do ano de 1963 mas, era o único padrão disponível.
Atualmente, já existem aproximadamente 4.000 Bichons Havaneses registrados nos Estados Unidos e estima-se existirem em torno de 6.000 em todo o mundo. O Bichon Havanês está retornando à sua terra natal através de um projeto coordenado pelo "The Bichon Habanero Clube", que está trabalhando numa ação com aproximadamente 15 cachorros e supervisionando o programa de procriação de perto.
Na América do Sul e no Brasil, o primeiro Bichon Havanês chegou no dia 17 de agosto de 1997 ás 19:30 horas vindo da cidade de Doetinchem na Holanda e importada pelo Star Company Kennel, localizado na cidade Florianópolis, capital do Estado de Santa Catarina. Este primeiro exemplar a ser registrado no Brasil é uma fêmea de cor creme e chamada "A MAIDEN EFFORT'S OH-DELAYLAH".